# Pyramidové schéma

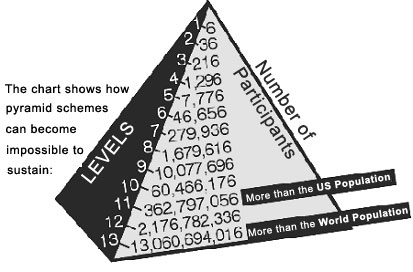
Neudržitelný geometrický růst klasického pyramidového schématu

Pyramidové schéma (též pyramidová hra) je obchodní model, v němž je výdělek závislý na přivedení dalších účastníků do schématu. Každý nový účastník musí za vstup do schématu zaplatit poplatek a za to dostává právo inkasovat tento poplatek (nebo jeho část) od dalších účastníků, které sám získá. Část vybraného poplatku si obvykle nechává pro sebe a část odevzdává tomu, kdo jej získal (nebo naopak organizátor hry vybírá poplatek a část proplatí za referenci). Pyramidové schéma nenabízí žádný dodatečný kvalitní produkt ani službu. V praxi takový model nefunguje (vydělají na něm jen jeho organizátoři a ti z účastníků, kteří vstoupili na začátku), neboť počet potřebných účastníků exponenciálně narůstá. V mnoha zemích je tento obchodní model nelegální.

## Vymezení pojmu
Účastník pyramidového schématu za vstupní poplatek dostává příslib exponenciálně rostoucího příjmu, jako odměnu za získání dalších účastníků schématu. Za poplatek dostane osoba možnost nabízet stejný příslib jiným. V pyramidových schématech je součástí každého vstupního příspěvku i odměna původnímu prodejci.
Vklady nových účastníků plynou vzhůru od posledního článku řetězce směrem k zakládajícímu článku (jedna osoba nebo velmi úzká skupina osob). Ti, kteří přistoupili do schématu poslední, obvykle už nejsou schopni získávat další zájemce a prodělávají. Aby pyramidové schéma mohlo fungovat dlouhodobě, bylo by nutno zajistit exponenciální nárůst počtu nových členů, čehož je v praxi nemožné dosáhnout.

## Historie
Pyramidová schémata mají mnoho variací. Téměř každý se setkal jako dítě s řetězovým dopisem. Ten obsahuje seznam 5 až 10 jmen. Adresát byl požádán, aby na první adresu poslal buď nějakou peněžní částku, nebo známku či pohlednici a připravil nový seznam tak, že první adresu ze seznamu vyjme, všechny ostatní adresy posune o jednu úroveň a sám sebe napíše na poslední místo. Pak je potřeba seznam odeslat dalším 5 až 10 lidem se stejnými pokyny jako v původním dopise. Dopis obvykle slibuje, že pokud všichni následovníci dodrží popsané instrukce, dostane se každý po nějakém čase na první místo v seznamu a obdrží slibovanou odměnu od svých následovníků.
Snad úplně první pyramida je řetězový dopisový systém, který se objevil v USA hned po konci první světové války. Dopisem byl slíben velký zisk. Cílem bylo poslat jeden americký dolar na uvedené konto. Tyto hry se dostaly i do Evropy. Pošta USA odhaduje, že do roku 1930 bylo každého dne odesláno přibližně 10 000 000 dopisů. Vedení pošty a vyšetřovací orgány začaly konat a tyto systémy počátkem 40. let skončily. Ne na dlouho.
Úspěch takového podniku je založen na exponenciálním růstu počtu nových členů. Proto také název "pyramidové schéma", které naznačuje růst počtu účastníků po každém úspěšném kole.
Ale jednoduchý výpočet ukazuje, že růst účastníků již po několika kolech přesahuje všechny rozumné meze a pro úspěšné pokračování by se musela zapojit do hry veškerá lidská populace. Z toho plyne, že pro absolutní většinu zúčastněných by znamenala účast v takové hře ztrátu času i peněz.
Po roce 1989 se ve východní Evropě podařilo iniciovat několik "velmi úspěšných" pyramidových her. Lidé neměli žádné zkušenosti s kapitálovým trhem a uvěřili, že je možné získat výdělky v řádu tisíců procent. Nejznámější případ je MMM v Rusku a pyramidová hra v Albánii. V Albánii došlo po krachu pyramidového schématu k masovým lidovým nepokojům.

## Pyramidová schémata vs. legální MLM
Mnoho pyramidových schémat využívá těžké rozlišitelnosti nebo lehké zaměnitelnosti s legálními obchodními modely. Základním rozpoznávacím znakem je, že produkty, se kterými se v pyramidovém schématu obchoduje, mají velmi malou nebo žádnou faktickou hodnotu, nebo jsou nabízené za cenu, která je výrazně vyšší, než je cena podobných produktů na volném trhu. Příkladem takových "produktů" mohou být různé brožury, příručky, pásky nebo CD, speciální kurzy (ve kterých se člověk naučí, jak získávat nové členy), adresy, nebo práce domů (přepisování textů). Jedinou možností, jak dosáhnout slibovaného zisku, je získávat další účastníky, kteří zakoupí tento produkt, příp. složí vstupní poplatek.
Mezi základní charakteristiky pyramidového schématu patří například:
- očekávaný rychlý nárůst zisku bez práce,
- vysoký vstupní poplatek,
- povinný nákup nepřiměřeného množství produktů, které účastník v daném měsíci nespotřebuje ani neprodá,
- malé nebo žádné informace o společnosti, která produkt nabízí, další informace jsou podmíněny přístupem do pyramidového schématu,
- žádný produkt, nebo produkt nevalné kvality, jehož cena je stanovena bez ohledu na cenu srovnatelných produktů na trhu, nebo je produkt jen velmi neurčitě popsán a nedostupný ostatním zákazníkům,
- odměna za získání nových členů, která není závislá na prodeji produktů koncovým spotřebitelům (odměna ze vstupních poplatků či ze zatěžování zásobami).

Mezi nelegálním pyramidovým schématem a legálním multi-level marketingem jsou jasně definované rozdíly. Odměny v MLM se vyplácejí výhradně na základě prodejů produktů koncovým spotřebitelům, přičemž koncovým spotřebitelem může být jak člověk mimo síť, tak i distributor, který daný produkt skutečně spotřebuje. Jelikož se jedná o obchod, je tento model legální a udržitelný. U pyramidových schémat jsou odměny vypláceny z vkladů/investic nových členů nebo z peněz získaných tzv. zatěžováním zásobami (inventory loading - v tomto případě se jedná o nepřiměřeně velký nákup, který musí účastník schématu učinit, aniž by byl schopen jej v daném měsíci skutečně spotřebovat nebo prodat). Pro rozlišení MLM od pyramidových schémat je tedy důležité, zda primární motivací ke koupi produktu je jeho skutečná užitná hodnota (dochází ke spotřebě produktů a tedy se jedná o legální MLM), nebo pouze snaha o získání nároku na odměnu bez úmyslu produkt skutečně spotřebovat či prodat (dochází k zatížení zásobami a tedy se jedná o pyramidové schéma).
Aby v MLM společnostech nedocházelo k zatěžování zásobami, mají tyto společnosti zavedená pravidla, jako je např. pravidlo 70%, které stanovuje, že distributor musí prodat nebo spotřebovat 70% produktů, které v daném měsíci zakoupil, nebo pravidlo zpětného odkupu neprodaných zásob.

## Nasycení trhu
Účastníci, kteří jsou na spodní straně pyramidy, vždy prodělají. Není důležité, jak vysoká nebo nízká pyramida je. Je dobře patrné, že počet účastníků na nejnižší úrovni je vždy větší než počet účastníků na všech ostatních úrovních dohromady. Pokud v každé úrovni je potřeba získat 6 nových účastníků, je poměr těch, kteří prodělají, k těm, co vydělají, 5 : 1. Znamená to, že 84 % všech účastníků přijde o svůj vklad. V praxi nebývá pyramida vyvážená a některým účastníkům na spodní straně pyramidy se podaří splnit požadovaný úkol. Popsaný princip ale platí stále.

## Matematické hranice
Počet účastníků, kteří jsou nutní k tomu, aby pyramidové schéma fungovalo, stoupá s každou další úrovní, velmi rychle. Jedná se o exponenciální růst. Následující tabulka ukazuje počet účastníků v takovém schématu, kde každý účastník získá dalších deset nových účastníků.
| Úroveň              | Počet nových účastníků | Celkový počet účastníků |
| ------------------- | ---------------------- | ----------------------- |
| 1                   | 10 (101)               | 10                      |
| 2                   | 100 (102)              | 110                     |
| 4                   | 10 000 (104)           | 11 110                  |
| 6                   | 1 000 000 (106)        | 1 111 110               |
| 10                  | 10 000 000 (1010)      | 11 111 110              |
| počet obyvatel Země | 8 000 000              | 8 000 000               |

Už po deseti kolech překročí požadovaný počet účastníků celkový počet obyvatel Země.

## Pyramidová schémata v Česku
- 1. česká teplo-úsporná[3]
- Avalanche[4]
- Avareal[4]
- Axis Club[4]
- Emgoldex[5][6][7]
- Eurofinancial[8]
- Euro-Light[4]
- Family G
- Farao Moravia[4]
- Global 3000
- Golden Academy[9]
- GWC
- H-System[10]
- Institut finančního poradenství (IFP)[11]
- Kairos Planet[12][13]
- Leaderland 3000
- Leonardo VBC
- LR
- PSM[4][14]
- Skyline[15]
- Swissgolden[5]
- Vanilla - „obchod“ se zlatými mincemi[16][5][4][17]

Česká národní banka postihuje pyramidové struktury v oblasti zprostředkování pojištění, když správním deliktem dle zákona č. 38/2004 Sb., o pojišťovacích zprostředkovatelích a likvidátorech pojistných událostí, je, pokud pojišťovací zprostředkovatel vyžaduje od osoby, která se má podílet na zprostředkovatelské činnosti v pojišťovnictví, složení vstupního poplatku jako podmínky výplaty příštích odměn za tuto činnost, nebo odměny osoby, která se má podílet na zprostředkovatelské činnosti v pojišťovnictví, odvozuje od získání dalších osob pro tuto činnost, které takto získal. V roce 2011 na základě těchto ustanovení sankcionovala společnost IFP Institut Finančního Poradenství, a.s. (pokuta 6 mil. Kč), v roce 2012 pak společnost ZFP akademie, a.s. (pokuta 2 mil. Kč).

## Globální aktivity, události, informace

### 2019
- V 7. listopadu vydal magazín Forbes článek s názvem Herbalife, Younique, LuLaRoe And Other MLMs Suddenly Under Fire (česky Herbalife, Younique, LuLaRoe a další MLM náhle pod palbou), který se věnuje tématu zneužití přímého prodeje, resp. kompenzačního plánu v pyramidové schéma.[21]